# Panamaram
Panamaram är en ort i Indien.   Den ligger i distriktet Wayanad och delstaten Kerala, i den södra delen av landet, 1 900 km söder om huvudstaden New Delhi. Panamaram ligger 745 meter över havet och antalet invånare är 11 651.
Terrängen runt Panamaram är platt, och sluttar västerut. Runt Panamaram är det tätbefolkat, med 397 invånare per kvadratkilometer. Närmaste större samhälle är Mananthavady, 12,8 km nordväst om Panamaram. Omgivningarna runt Panamaram är en mosaik av jordbruksmark och naturlig växtlighet.